# Zonitis angulata
Zonitis angulata is een keversoort uit de familie van de oliekevers (Meloidae). De wetenschappelijke naam van de soort is voor het eerst geldig gepubliceerd in 1787 door Johan Christian Fabricius.